# 장원테크
장원테크(Jang Won Tech Co. Ltd.)는 대한민국의 기업이다. 본사는 경상북도 구미시 1공단로7길 14-9 (공단동)에 위치해 있으며 대표이사는 김진명이다. 

## 논란
최대주주 변경 후 재무 악화와 함께 사채 발행을 통해 오버행 우려를 증가시키고 있으며, 주가는 주력사업 부진과 관련된 금융 부담으로 하락세를 지속 중이다.

## 상장
2016년 7월 15일에 공모가 17,500원에 코스닥 시장에 상장하였다. 

## 참고 문헌
1. ↑  탄탄했던 장원테크, 주인 바뀌고 한계기업 전락하나, 인더뉴스, 2020년 7월 7일